# Consiliul internațional al institutelor de consultanță
Consiliul internațional al institutelor de consultanță în management reprezintă din 1987 corpul profesional al consultanților în management de pretutindeni.
Rolul său este acela de:
- a crește standardele în consultanță
- a crește gradul de acceptare și de respect față de profesie
- a promova profesia pe plan regional și internațional
- a îmbunătăți procesul de certificare în lume
- a crea un forum național al consultanților în management
- a pregăti și promulga standardele profesiei la nivel internațional

ICMCI a demonstrat importanța consultanților în management la creșterea unei economii, beneficiile obținute prin intermediul misiunilor de consultanță fiind de trei ori mai mari decât fee-urile plătite.
Cercetarea a arătat că:
- consultanții în management competenți aduc un plus de valoare și capacitate unei economii, mai ales unei economii de tranziție
- consultanții sporesc gradul de competitivitate prin susținerea implementării de noi tehnici de management și de îmbunătățiri la nivel organizațional
- un cadru de networking al consultanților susține profesia în sine la nivel național

Economiile dezvoltate au în general un consultant în management la fiecare o mie de locuitori, în timp ce economiile în curs de dezvoltare au un consultant la fiecare două mii de locuitori.
În baza acestui calcul, sunt 2,5-3 milioane de consultanți în management la nivel mondial
Institutele membre ICMCI reprezintă țări de pe toate continentele care includ 85-90% din totalul consultanților în management de la nivel mondial.

## Organizația ICMCI
ICMCI este o organizație de membri care activează în domeniul consultanței în management și care sunt certificați în cadrul țării în care lucrează.
ICMCI este înregistrat în Elveția, având un consiliu alcătuit din mandatari. Cei mai mulți dintre aceștia sunt desemnați de către institutele membre. Numărul acestora variază în fiecare țară de la 1 la 4 în funcție de cotizația de membru. Ceilalți mandatari sunt ofițeri votați la fiecare doi ani. Aceștia sunt: președintele, secretarul, trezorierul și cinci vicepreședinți. Aceștia formează împreună Consiliul Executiv (ExCom).
În cadrul ICMCI există și alte comitete și grupuri de lucru care raportează către ExCom.
Comitetele permanente includ: comitetele de membri, comisia de standarde profesionale și comisia de asigurare a calității.
Alături de acestea există și o comisie de nominalizări și succesiune – care se ocupă de alegerea membrilor ExCom.
Alte comisii includ consultanți în management independenți.
Toți membrii implicați în aceste comisii, comitete etc. trebuie să fie consultanți certificați CMC la momentul alegerii lor. Aceștia nu sunt remunerați și lucrează de la trei până la o zi pe săptămână pentru organizație.
Din 2013, Organizația are un nou Director Executiv și un secretariat permanent care se ocupă de suport, finanțe, contabilitate, comunicare și web.
Site-ul ICMCI, www.icmci.org, include informații despre persoanele care fac parte din echipa executivă.

## Consultant în management certificat (CMC)
Beneficiarii consultanței în management de la nivel mondial susțin că un consultant trebuie să aibă cunoștințe de management operațional, de sector, de economie, de procese și de business în general, competențe analitice și interpersonale, abilitatea de a gestiona misiunea de consultanță în strânsă legătură cu clientul, și capacitatea de a transmite încredere, prin păstrarea confidențialității și a integrității.
Un MBA presupune dobândirea tuturor acestor aptitudini alături de experiența profesională relevantă.
ICMCI a înțeles aceste cerințe și a creat certificarea CMC care presupune pregătirea unui eseu în conformitate cu ghidul (disponibil aici: http://www.icmci.org/?page=6972393) care solicită informații privind misiunile de consultanță în care consultantul a fost implicat în ultimii trei ani. Studiile de caz sunt discutate și analizate de către candidat împreună cu membrii comisiei de certificare.
Toți consultanții care dețin acest titlu sunt obligați să fie membri în asociația profesională națională și să respecte un cod profesional definit în conformitate cu standardele ICMCI (vezi www.icmci.com)
Nerespectarea acestor reguli poate conduce la excludere și suspendarea titlului CMC.
Titlul este valabil în toate țările și este prima certificare profesională de business.

## Istoric
În mai 1987, 32 de consultanți din 10 țări s-au întâlnit pentru a explora terenul comun al institutelor profesionale care certificau consultanți în management independenți. 
Întâlnirea a durat două zile la sfârșitul cărora delegații au propus crearea unei formațiuni: Consiliul Institutelor de Consultanță în Management, cu scopul de a îmbunătăți procedura de certificare a consultanților în management de pretutindeni. Institute din șapte țări au jucat rolul de membri fondatori ai noului Consiliu.
În 1989, structura organizațională a Consiliului a fost stabilită. Numărul membrilor a crescut la unsprezece. Cei 30 de delegați care au participat la sesiune au ratificat structura și criteriile de înscriere, stabilindu-se ca sediu central Elveția și aprobându-se Codul Profesional al ICMCI.
Codul a devenit primul cod profesional recunoscut internațional.
În 1993, planul strategic al ICMCI a fost adoptat de către membri. Planul include: standarde internaționale, de suport și de aderare pe care institutele membre trebuie să le respecte, recunoaștere internațională pentru consultanții în management certificați CMC, titlu propus de Institutul din Canada.
Din 1999 până în 2003 standardele pentru calificarea CMC au fost dezvoltate și agreate de toți membrii. 
Un program de asigurare a calității a fost dezvoltat pentru recunoașterea faptului că titlul CMC este prima calificare de business, fiind dovada competenței în consultanța în management, a obiectivității, a independenței și a profesionalismului.
În iulie 2001, ICMCI a primit din partea ECOSOC (Consiliul Economic și Social al Națiunilor Unite) un statut consultativ special. Din acel moment, ICMCI a elaborat documente în baza unor cercetări riguroase la nivelul Națiunilor Unite sau al membrilor și al obiectivelor sale.
Din 2007, ICMCI a intensificat colaborarea cu organismele internaționale și cu institutele de standardizare ISO, CEN (Centrul pentru Norme Europene), EBRD (Banca Europeană pentru Reconstrucție și Dezvoltare), IAF (Forumul Internațional de Acreditare) și ILO (Organizația Internațională a Muncii).

(International Labour Organisation)

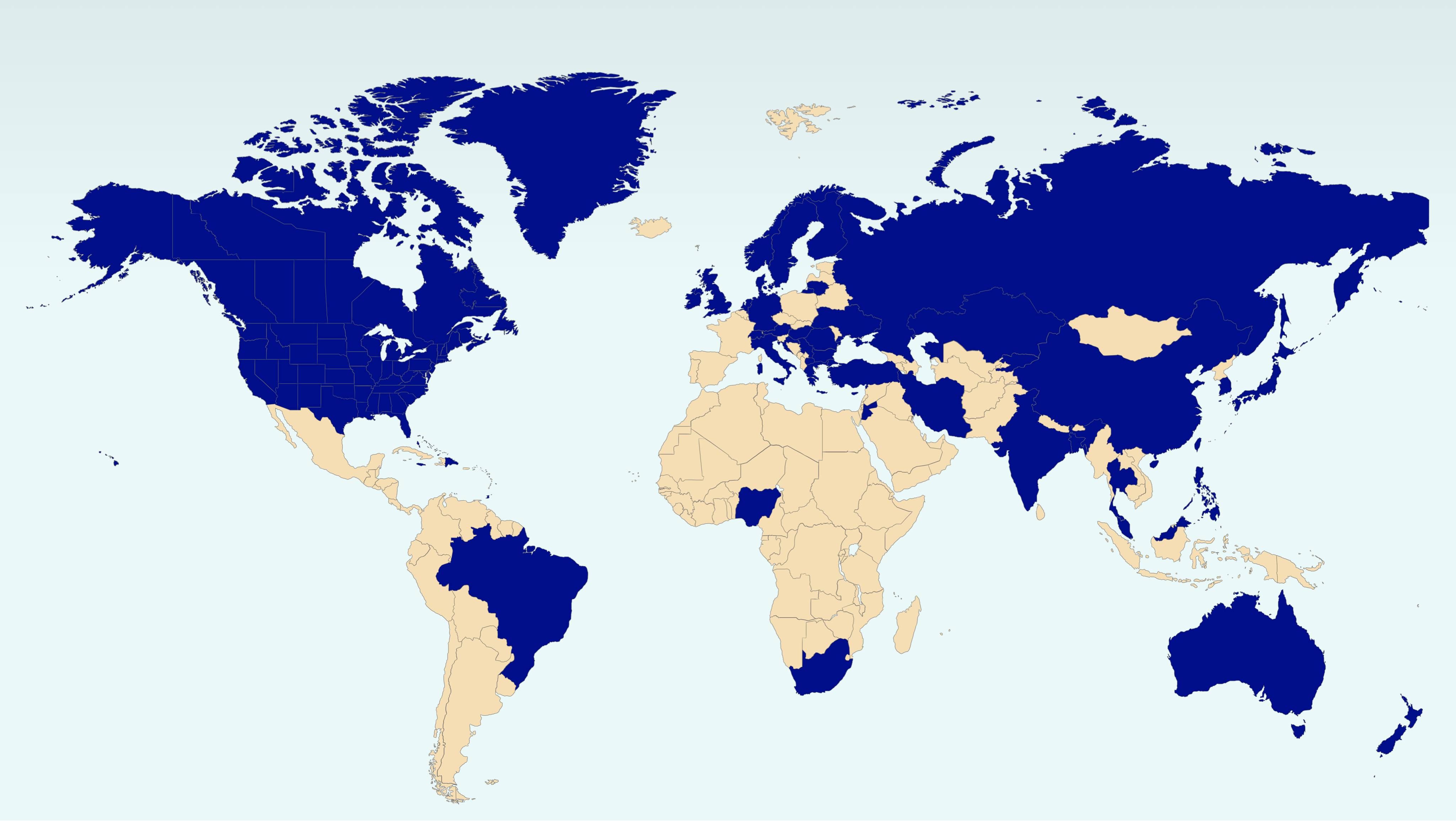
Țările membre ICMCI

În 2011 ICMCI a început o serie de inițiative care au condus la crearea unor variante academice ale ICMCI și prima acordare a titlului CMC pentru o firmă.

## Firma CMC
ICMCI oferă o acreditare internațională firmelor de consultanță în management denumită „Firma CMC”. Acreditarea recunoaște firmei de consultanță standardele de excelență practicate, cu un accent special pe practicile etice, standardele de conduită și capacitatea de a practica consultanța în management la cele mai înalte standarde profesionale. ICMCI gestionează Directorul Global al Firmelor CMC, publicat pe site-ul ICMCI.
Mai specific, pentru a-i fi oferit titlul de „Firmă CMC”, aceasta trebuie să parcurgă un proces de evaluare cu scopul de a asigura conformitatea codurile de etică și standardele de conduită practicate cu cele promovate de ICMCI. Complementar, firma trebuie să demonstreze că consultanții săi practică profesia în conformitate cu „corpul de cunoștințe” care stă la baza profesiei de Consultant în Management. O metodă de a determina acest fapt este prin evaluarea programelor de dezvoltare internă, a planurilor de carieră precum și demonstrând în mod clar numărul de consultanți care dețin titlul de CMC sau sunt în procedura de obținere a acestei certificări.
Aspectul 1: Codul de conduită. „Firma CMC” trebuie să urmeze un cod de conduită care este echivalent (sau chiar mai bun) cu codul ICMCI practicat la nivel mondial, în peste 46 de state.
Cerințe pentru îndeplinirea Aspectului 1:
Trainingurile și comunicările companiei - Publicațiile sale (codul de conduită) - Feedback-ul din partea clienților - Confirmarea Institutelor Locale de Consultanță – Recunoașterea oferită de colegii de breaslă – Feedback-ul altor consultanți – Informarea Publică (internet, mass-media, etc.)
Aspect 2 – Procesul de Dezvoltare Profesională. Firma CMC trebuie să recruteze, formeze și să dezvolte consultanții săi pentru a îndeplini standardele de competență profesională echivalente (sau mai bune) cu modelul de competențe al ICMCI.
Cerințe pentru îndeplinirea Aspectului 2:
Politicile de Recrutare - Modelul de competență al firmei de consultanță în management - Programele de training dezvoltate pentru consultanți - Planurile de dezvoltare personală și procesele de evaluare- Calificările Consultanților – Timpul și resursele alocate pentru training – Feedback-ul clienților - Rapoarte de consultanță și prezentări.
Aspect 3 – Jucător în mediul profesional. Firma CMC trebuie să participe în mod activ la consolidarea și dezvoltarea profesiei de consultant în management în toate țările în care își desfășoară activitatea.
Cerințe pentru îndeplinirea Aspectului 3:
Afilierea la Organizațiile de Comerț/Industrie și la Asociațiile Profesionale – Redactarea și publicarea de articole, recenzii, bloguri – Susținerea de prezentări la conferințe – Predarea consultanței în management în Facultățile de Business, Universități, etc. - Deținerea de către consultanții seniori de funcții în cadrul Institutelor Locale de Consultanță în Management – Oferirea de suport financiar pentru organizarea de activități profesionale – Oferirea de Coaching și Mentoring pentru consultanți din alte firme de consultanță în management.
Beneficiile acreditării de „Firmă CMC”
Includerea în Directorul Global al Firmelor CMC reprezintă un atu pentru fiecare firmă de consultanță acreditată datorită recunoașterii internaționale a propriilor standarde de excelență practicate cu un accent specific pe practicile de etică și a standardelor de conduită, a proceselor interne precum și a consultanței de management practicată.
Această condiție comună face ca fiecare Firmă CMC din cadrul clubului global al firmelor de consultanță să dețină o poziție unică la nivel mondial. Prin obținerea acreditării de Firmă CMC, firmele de consultanță în management devin membre în Directorul Global al Firmelor de Consultanță în Management din 5 continente, cu diferite culturi de business și comportamente profesionale, dar cu aceleași standarde de excelență evaluate și acreditate de o a treia parte independentă - ICMCI, singurul Institut Global care reunește Institutele Naționale de Consultanță în Management la nivel internațional. Directorul Global al Firmelor de Consultanță în Management reprezintă un mediu propice identificării de parteneri și de a dezvolta rețele internaționale cu scopul de a gestiona proiecte internaționale și de a concura cu succes în lumea globalizată.
Istoric
Proiectul „Acreditarea Firmă CMC” a fost dezvoltat ca un proiect pilot de ICMCI în 2013, o dată acreditarea primei „Firme CMC”, Hejun Consulting Co. Ltd din Beijing (China). Datorită aprobării oficiale din timpul Congresului de la Johannesburg din septembrie 2013, acreditarea „Firma CMC” a început să fie o practică formală a ICMCI organizată la nivel global din octombrie 2013.

## Distincția „ICMCI Academic Fellow”
„ICMCI Academic Fellow” este un semn de distincție al recunoașterii academicienilor din toată lumea care au contribuit la studiul și predarea consultanței în management. Aceasta este acordată de către ICMCI candidaților calificați pe baza recomandărilor Institutelor Locale de Consultanță.
Candidații trebuie să dețină o poziție la o instituție academică recunoscută, în special la o universitate acreditată public și trebuie să fie implicați în cercetare și/sau de predare în domeniul consultanței de management de cel puțin cinci ani.
Beneficii pentru Institutul Local de Consultanță în Management:
Atragerea și angajarea unui nou grup de părți interesate, care va adăuga noi perspective valoroase și intuiții în cadrul comunității profesionale și așteptările că bursierii vor demonstra o implicare continuă și tangibilă în consolidarea și dezvoltarea profesiei de consultant în management.
Creșterea numărului de membri, datorită potențialului de dezvoltare de parteneriate între institutul local și diverse programe MBA sau de Master. 
Contribuții pragmatice la dezbaterile din cadrul Institutelor locale pe probleme academice, incluzând și conferințele anuale unde bursieri ICMI și alți academicieni pot să-și expună cercetările și să predea cazurile de bune practici.
Beneficii pentru „Fellow Academic”:
Îmbunătățirea profilului academic, profesional și a recunoașterii internaționale.
Invitații la conferințe internaționale și hub-uri. Oportunitatea de a prezenta la aceste evenimente studii de caz aplicate, cercetări și publicații.
Oferirea de suport pentru proiectele de cercetare internaționale din domeniul consultanței în management, în ceea ce privește oferirea de date de contact din industrie și respondenți în cadrul cercetării, împreună cu aprobarea cererilor de finanțare.
Oferirea de suport pentru proiectele dezvoltate de studenți prin facilitarea accesului la clienții consultanților certificați CMC sau, în mod direct, pentru practicienii CMC.. 
Prima rundă de nominalizări a fost în 2013 și s-a finalizat cu primirea, de către 16 academicieni din toată lumea, a distincției „ICMCI Academic Fellow”. Un obiectiv general de 100 de Academic Fellows a fost stabilit.

## Membri și modalitatea de a deveni membru
Calitatea de membru al ICMCI este disponibilă doar pentru Asociații sau Institute de Consultanță în Management care îndeplinesc lista de cerințe exemplificată în cele ce urmează. Consultanții individuali sunt invitați să contactezi institutul de la nivel național. Dacă nu există nici un membru ICMCI în țara lor aceștia trebuie să contacteze [trimitere la GIMC]
Există două categorii de membri: Membri Provizorii și Membri Permanenți. 
Membrii permanenți (cu drepturi depline) sunt aceia care au trecut prin procedura de „evaluare”, primind astfel confirmarea dreptului de a organiza sesiunile de certificare și recertificare internațională CMC și cei care, în funcție de mărimea lor, pot numi un număr de „mandatari” pentru ICMCI – în fapt, directorii ICMCI.
Toți membri trebuie să fie:
- constituiți în mod formal și să dețină un statut care să se plieze pe cerințele ICMCI.
- să dețină confirmarea dreptului de a organiza sesiunile de certificare și recertificare internațională CMC.

Cele mai importante organisme îndeplinesc cerințele expuse anterior în țările lor.
În circumstanțe rare (legate de limbă, istorie) pot fi mai multe institute locale într-o singură țară (recunoscută de ONU).

## Programe internaționale
Pentru a-și atinge obiectivele în beneficiul profesiei (de asemenea și pentru beneficiile pe care profesia le poate aduce tuturor economiilor), ICMCI a stabilit legături cu organisme internaționale, organisme cu care institutele naționale membre pot avea o relație de colaborare folositoare.
În cele ce urmează sunt listate câteva dintre aceste legături:
5.1 Statut de ONG ONU
Datorită statutului consultativ special pe care ICMCI îl deține în relație cu ECOSOC din 2001, acesta a fost activ în două direcții: oferirea de sfaturi și considerații în chestiuni examinate de ECOSOC și alte organisme. Exemplele anterioare au fost benefice consultanților în management locali pentru a dezvolta proiecte care urmăreau creșterea capabilităților și capacității economiei naționale.
Alt efort a fost de a oferi suport pentru utilizarea de tehnologii noi în economiile aflate în curs de dezvoltare: sfatul a reiterat faptul că, pentru ca introducerea de tehnologie suplimentară să fie de succes, nu numai că trebuie să fie folosită o tehnologie adecvată, dar trebuie luate în considerare și aspectele ce țin de oameni (în toate sensurile termenului). Implementarea procesului, de asemenea, trebuie să fie potrivit nevoii economiei pentru ca investiția în tehnologie să fie una de succes.
5.2 Distincția „ICMCI Academic Fellow”
„ICMCI Academic Fellow” este o distincție pentru recunoașterea academicienilor din toată lumea care au contribuit la studiul și predarea consultanței în management. Aceasta este acordată de către ICMCI candidaților calificați pe baza recomandării institutelor locale de consultanță.
5.3 Firma CMC
ICMCI oferă o acreditare internațională a firmelor de consultanță în management numită „Firma CMC”. Acreditarea recunoaște firmei de consultanță standardele de excelență practicate, cu accent special pe practicile etice, standardele de conduită și capacitatea de a practica consultanță în management la cele mai înalte standarde profesionale. ICMCI gestionează Directorul Global al Firmelor CMC, publicat pe site-ul ICMCI.
5.4 Cursurile acreditate ICMCI
ICMCI deține un sistem prin care membrii naționali pot acredita un curs de formare pentru consultanță de management, care este în conformitate cu standardele ICMCI. Acest aspect oferă cursului o acreditare recunoscută pe plan internațional.
5.5 Relația cu alte organisme.
ICMCI este observator al Forumului Internațional de Acreditare (IAF) și a contribuit la comitetele și grupurile de lucru care au revizuit standardul ISO17024 și calificările ISO 17024 pentru evaluatori. Experiența sa de organism internațional în menținerea unei calificări standard echivalentă în mai multe continente și culturi a fost utilă pentru organismele de acreditare bazate pe sistemele de acreditare IAF regăsite, în mod normal, într-o singură țară.
ICMCI a condus inițiativa de dezvoltare a unui standard european al serviciilor de consultanță în management prin CEN (Centrul European al Normelor) și a sponsorizat efortul realizării standardului european EN 16114 în 2011, împreună cu UNI (Organismul Italian de Standardizare) care a deținut calitatea de Secretar pentru comitetul proiectului. ICMCI este încântat să lucreze din nou cu UNI pentru a oferi suportul administrativ unui nou comitet de proiecte care vizează realizarea unui standard ISO similar celui EN 16114.
ICMCI este încântat să lucreze în strânsă colaborare cu BERD (Banca Europeană pentru Reconstrucție și Dezvoltare) în dezvoltarea utilizării de servicii profesionale de consultanță în economiile de tranziție din Europa Centrală și de Est, Asia Centrală și Africa de Nord. În unele țări, institutele membre ICMCI au fost parte integrantă a efortului, iar în țările unde nu a exista un Institut Local de Consultanță în Management, efortul a presupus formarea unui nou organism profesional.